# Ombrellina

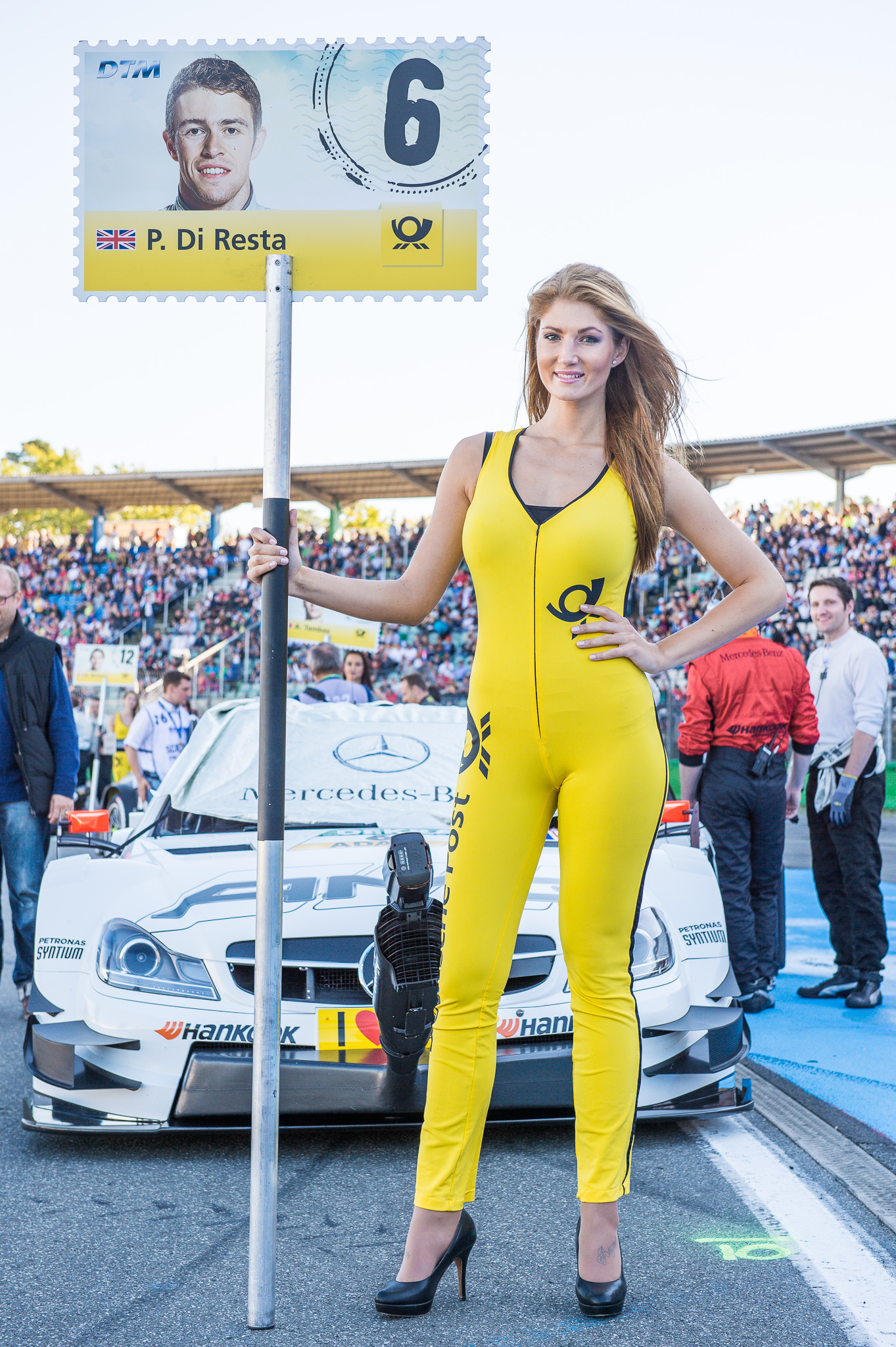
Ombrellina durante una gara di DTM (2014)

Le ombrelline (chiamate anche umbrella girl, grid girl, paddock girl, race queen o pit babes) sono delle ragazze il cui ruolo — nel ciclismo ma specialmente nelle competizioni motoristiche come i rally (WRC), la Formula 1, il DTM o la MotoGP — è quello di sostenere un ombrello per riparare dal sole i piloti, o anche, talvolta, mostrare un cartello in cui vengono riportati numero di gara e generalità di ogni singolo pilota per presentarlo al pubblico sul rettilineo di partenza. 

## Storia

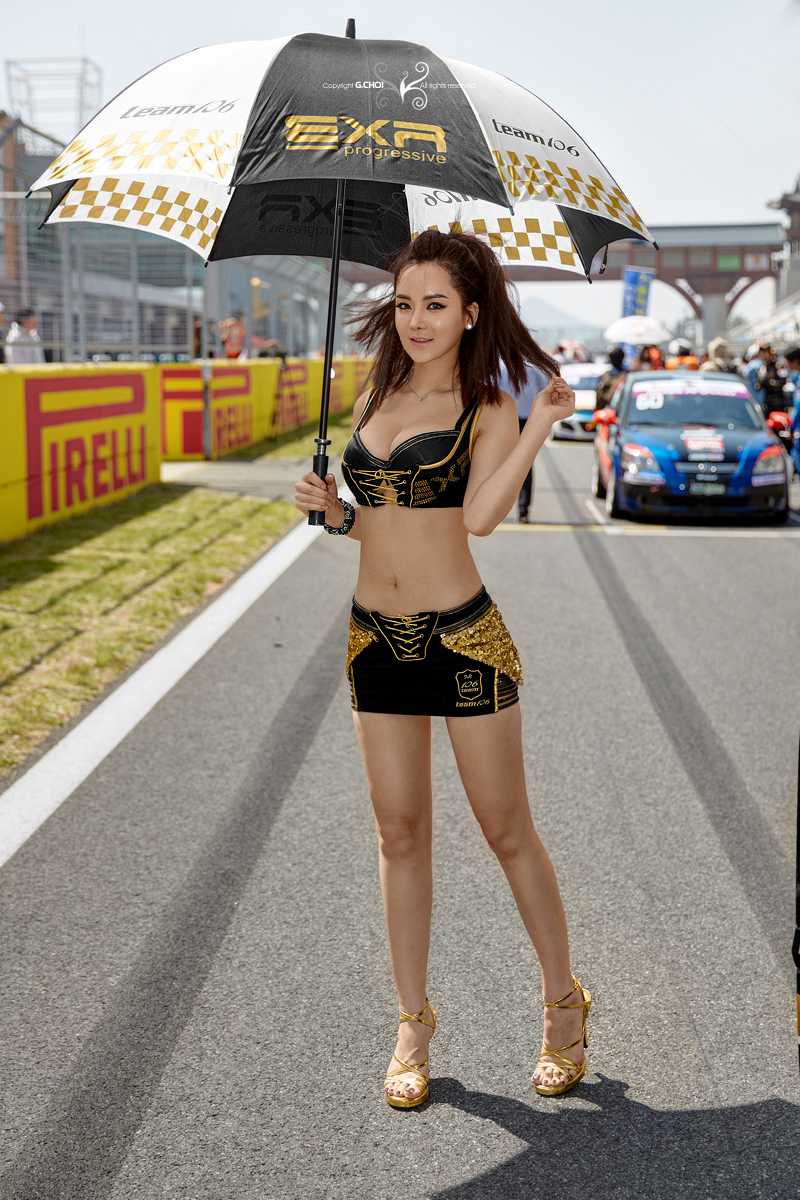
Ombrellina

L'inizio della tradizione motoristica dell'impiego delle ombrelline nell'area dei box viene fatto risalire a una gara automobilistica giapponese del 1960: Rosa Ogawa, una nota cantante pop locale, fu chiamata in veste di testimone per pubblicizzare alcuni prodotti prima della partenza e per premiare il vincitore della gara.
In Formula 1 già negli anni '80 alcune scuderie si avvalevano di ombrelline, poi dalla fine degli anni '90 sono state presenti in modo costante sulla griglia di partenza per conto di tutte le squadre.
Nel 2015, nel mondiale Endurance WEC, vengono abolite perché considerate dal capo della categoria come concettualmente superate, intendendo lo schierarle con tali modalità una forma di sessismo nei confronti delle donne.
A partire dal marzo 2018, per decisione del gestore Liberty Media, anche la Formula 1 ha stabilito di eliminare le ombrelline dal proprio panorama, secondo la motivazione per cui "non sono in sintonia con lo spirito moderno della Formula 1", e nondimeno in risposta ai dibattiti e alla campagna contro le molestie denominata Me Too, che ha incontrato critiche di molte delle parti interessate. La decisione ha suscitato una serie critiche, proteste e polemiche sia da parte delle stesse ombrelline, sia da parte di piloti come Sebastian Vettel e Niki Lauda.
Dalla primavera 2018, seguendo quanto già avviene nelle partite di calcio, in sostituzione delle ragazze ci sono dei bambini (chiamati grid kids) che accompagnano i piloti sulle rispettive piazzole di partenza.